# Красноярська сільська рада (Стерлітамацький район)
Красноя́рська сільська рада (рос. Красноярский сельский совет) — муніципальне утворення у складі Стерлітамацького району Башкортостану, Росія. Адміністративний центр — село Новий Краснояр.

## Населення
Населення — 1509 осіб (2019, 1567 в 2010, 1453 в 2002).

## Склад
До складу поселення входять такі населені пункти:
| Населений пункт             | Населення, осіб (2002) | Населення, осіб (2010) |
| --------------------------- | ---------------------- | ---------------------- |
| Катеніновський, присілок    | 3                      | 9                      |
| Косяковка, село             | 706                    | 744                    |
| Михайловка, присілок        | 2                      | 6                      |
| Новий Краснояр, село        | 381                    | 473                    |
| Танеєвка, село              | 181                    | 121                    |
| Черкаси, присілок           | 1                      | 1                      |
| Чуваський Куганак, присілок | 179                    | 213                    |